# Gessamí Boada
Gessamí Boada (Mataró, 13 d'agost de 1989) és una cantautora catalana de jazz i pop.
Estudia dos anys al Taller de Músics i es gradua a l'ESMUC en Interpretació de Jazz i Música Moderna (2017). També estudia 'songwriting' a la Popakademie Baden-Württemberg, (Mannheim, Alemanya). El 2018 publica el seu primer àlbum d'estudi, White Flowers, produït per Kquimi Saigi i compta amb els cantants Judit Nedderman, Léon Rudolf i Vic Mirallas com a col·laboradors.

## Discografia
Solista
- White Flowers (Segell Microscopi, 2018). Primer disc en solitari de composicions pròpies.[2]
- On començo jo (Segell Microscopi, 2020)[1]

Com a integrant d'altres grups
- Wom's Collective (RGB, 2018).

Col·laboracions
- Ocells Perduts (Segell Microscopi, 2017), del cantautor gironense David Maurici.
- La Mar fa riure i fa plorar (Aumón, 2018), de la cantautora menorquina Clara Gorrias.